# Félicien Marceau
Félicien Marceau (Kortenberg, 16 settembre 1913 – Parigi, 7 marzo 2012) è stato uno scrittore e saggista belga, membro dell'Académie française.

## Biografia
Nato nel 1913 a Kortenberg nel Brabante Fiammingo da famiglia di vallone, studiò a Lovanio al collège de la Sainte-Trinité e poi all'Università Cattolica di Lovanio. Vicino alla corrente letteraria di destra degli ussari, a loro volta vicini al movimento monarchico Action française e al Rexismo di Léon Degrelle, nel dopoguerra si trasferì a Parigi.
Nel 1969 fu insignito del Prix Goncourt per il suo Creezy. Il 27 novembre 1975 fu eletto all'Académie française, succedendo a Marcel Achard al seggio numero 21. Nel 1976, lo scultore Goudji creò per lui la spada accademica.
Nel 1953 sposò l'attrice italiana Bianca Della Corte.
È morto a Parigi il 7 marzo 2012 all'età di 98 anni.

## Opere
- 1948 Chasseneuil, romanzo (Gallimard)
- 1949 Casanova ou l'anti-Don Juan, saggio (Gallimard)
- 1951 Capri petite île, romanzo (Gallimard)
- 1951 Chair et Cuir, romanzo (Gallimard)
- 1952 L'Homme du roi, romanzo (Gallimard)
- 1953 En de secrètes noces, racconti (Calmann-Lévy)
- 1953 L'École des moroses, commedia in un atto (Fayard)
- 1953 Bergère légère, romanzo (Gallimard)
- 1954 Caterina, commedia in tre atti (Gallimard)
- 1955 Balzac et son monde, saggio (Gallimard)
- 1955 Les Élans du cœur, romanzo (Gallimard)
- 1957 Les Belles Natures, racconti (Gallimard)
- 1957 L'Œuf, commedia in due atti (Gallimard)
- 1959 La bonne Soupe, commedia in due atti (Gallimard)
- 1960 La Mort de Néron, commedia in un atto (Gallimard)
- 1960 L'Étouffe-chrétien, commedia in due atti (Gallimard)
- 1962 Les Cailloux, commedia in due atti (Gallimard)
- 1964 La Preuve par quatre, commedia in due atti (Gallimard)
- 1965 Madame Princesse, commedia in due atti (Gallimard)
- 1967 Diana et la Tuda, de Luigi Pirandello, commedia (Denoël)
- 1967 Un jour j'ai rencontré la vérité, commedia in due atti
- 1968 Les Années courtes, memorie (Gallimard)
- 1969 Le Babour, commedia in due atti (Gallimard)
- 1969 Creezy, romanzo (Gallimard)
- 1972 L'Homme en question, commedia in due atti (Gallimard)
- 1972 L'Ouvre-boîte, commedia in cinque atti (Gallimard)
- 1975 Le Corps de mon ennemi, romanzo (Gallimard)
- 1975 Les Secrets de la Comédie humaine, commedia in due atti (L'Avant-Scène)
- 1977 Le Roman en liberté, saggio (Gallimard)
- 1977 Les Personnages de la Comédie humaine (Gallimard)
- 1978 La Trilogie de la villégiature, de Carlo Goldoni, basata sull'adattamento di Giorgio Strehler (Éditions de la Comédie-Française)
- 1979 À nous de jouer, commedia in due atti
- 1983 Une insolente liberté. Les aventures de Casanova, saggio (Gallimard)
- 1984 Appelez-moi Mademoiselle, romanzo (Gallimard)
- 1985 La Carriole du père Juniet (La Différence)
- 1987 Les Passions partagées, romanzo (Gallimard)
- 1989 Un Oiseau dans le ciel, romanzo (Gallimard)
- 1992 Les Ingénus, racconti (Gallimard)
- 1993 La Terrasse de Lucrezia (Gallimard)
- 1994 Le Voyage de noces de Figaro (Les Belles-Lettres)
- 1997 La Grande Fille, romanzo (Gallimard)
- 1998 La Fille du pharaon, favole (Mercure de France)
- 1998 L'imagination est une science exacte, intervista a Charles Dantzig (Gallimard)
- 2000 L'Affiche, romanzo (Gallimard)
- 2002 L'homme en question (Gallimard)

## Filmografia parziale

### Sceneggiatore
- I tre ladri (1954)
- Il medico dei pazzi (1954)
- Il cadavere del mio nemico (1976)